# Gelbfleckiger Glanzkäfer
Der Gelbfleckige Glanzkäfer (Carpophilus hemipterus), auch als Backobstkäfer bekannt, ist ein Käfer aus der Familie der Glanzkäfer (Nitidulidae).

## Merkmale
Die Käfer werden 1,8–2,1 mm lang. Ihre Grundfärbung ist dunkelbraun bis schwarz. Die Flügeldecken sind verkürzt, so dass der hintere Teil des Hinterleibs nicht verdeckt wird. Die Flügeldecken besitzen jeweils eine blassgelbe Schultermakel. Ein zweiter, größerer blassgelber Fleck befindet sich im hinteren Nahtwinkel. Dieser dehnt sich häufig über mehr als die Hälfte der Flügeldecken aus. Die Fühler sind 11-gliedrig, die Beine sind rotgelb.

## Verbreitung
Die Art ist im tropischen Asien heimisch. Carpophilus hemipterus wurde wahrscheinlich durch den Transport getrockneter Früchte weltweit verschleppt. Die Art kommt nun in weiten Teilen der tropischen, subtropischen und gemäßigten Zone vor. In Mitteleuropa kommt sie in niederen Lagen sporadisch vor.

## Lebensweise
Die Käfer findet man häufig an überreifen Früchten, an getrockneten Früchten und an Getreide. Ein typischer Lebensraum der Käfer bilden verrottende Baumstämme, wo sie sich von Pilzen wie dem Gießkannenschimmel (Aspergillus) ernähren. Daneben fressen sie insbesondere mit Pilzen und Hefen befallenes Fruchtfleisch. Die Eier werden in faulenden Früchten abgelegt. Das letzte Larvenstadium vergräbt sich schließlich im Boden, wo es sich verpuppt. Die Art überwintert als Puppe. In wärmeren Gefilden bilden die Käfer mehrere Generationen pro Jahr.